# Alepidea acutidens
Alepidea acutidens är en flockblommig växtart som beskrevs av August Henning Weimarck. Alepidea acutidens ingår i släktet Alepidea och familjen flockblommiga växter. Inga underarter finns listade i Catalogue of Life.